# Đồng Quan
Đồng Quan (潼关), nằm ở phía đông của Quan Trung, phía bắc Tần Lĩnh, nam sông Vị và sông Lạc, đông của núi Hoa Sơn và giữa 3 tỉnh Sơn Tây, Thiểm Tây và Hà Nam, Trung Quốc. Trong lịch sử Trung Hoa, Đồng Quan là một vị trí chiến lược do tầm quan trọng địa lý của nó. Trong thời Tam Quốc, ở đây đã diễn ra trận Đồng Quan nổi tiếng giữa triều đình nhà Hán do Tào Tháo chỉ huy với các thế lực cát cứ ở Tây Lương do Mã Siêu và Hàn Toại chỉ huy. Ngày nay, Đồng Quan là một phần của huyện Đồng Quan thuộc địa cấp thị Vị Nam tỉnh Thiểm Tây.